# إبراهيم سميرة
إبراهيم س. سميرة (من مواليد 20 أغسطس 1991) هو سياسي أمريكي. شغل منصب عضو مجلس النواب في ولاية فرجينيا عن المنطقة 86 من عام 2019 إلى عام 2022. انتخب لأول مرة في انتخابات خاصة وقد اتسم انتخابه وفترة ولايته بالجدل بسبب تعليقاته المعادية للسامية. هُزم في الانتخابات التمهيدية الديمقراطية لإعادة انتخابه أمام إيرين شين في يونيو 2021.
لقد قام بمحاولات عديدة غير ناجحة للعودة إلى المنصب المنتخب وخسر في الانتخابات التمهيدية الديمقراطية. في عام 2023 هُزم من قبل سوهاس سوبرامانيام في حملة لمجلس شيوخ ولاية فرجينيا. في عام 2024 خسر أمام كانان سرينيفاسان في حملة أخرى لمجلس الشيوخ بالولاية وأمام جاس جيت سينغ عندما حاول العودة إلى مجلس النواب.

## الحياة المبكرة والتعليم
ولدت سميرة في شيكاغو في 20 أغسطس 1991 لأبوين أردنيين فلسطينيين. كان أجداد سميرة فلسطينيين. وقد وصف والده بأنه ناشط مجتمعي في المجتمع الإسلامي. في عام 2003 عندما كانت سميرة تبلغ من العمر 11 عامًا مُنع والدها من العودة إلى الولايات المتحدة باعتباره يشكل خطرًا على الأمن القومي. وأدى ذلك إلى انتقال العائلة إلى عمان الأردن .

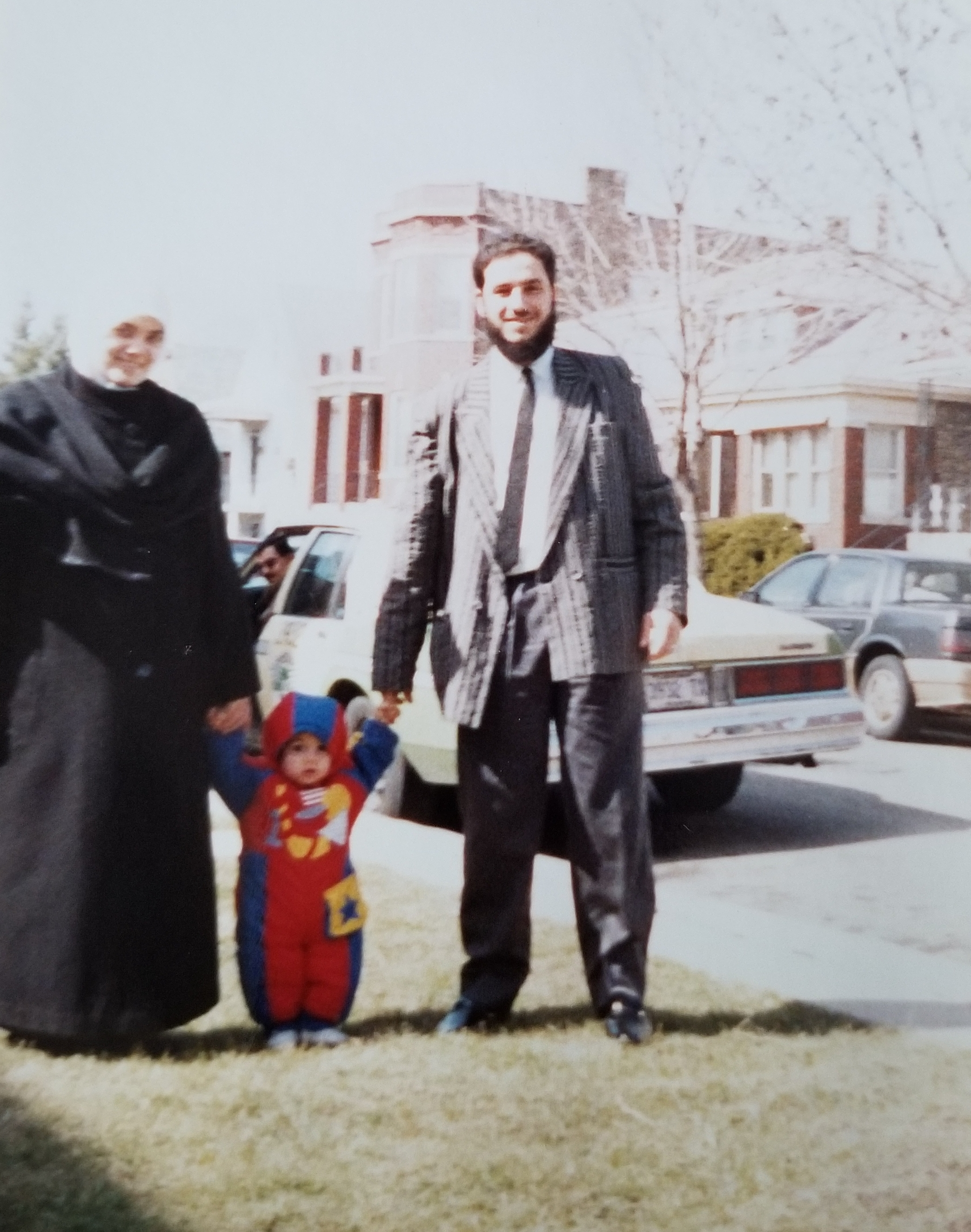
سميرة مع والديه

في عام 2013، حصل سميرة على درجة البكالوريوس في العلوم الحكومية والسياسية من الجامعة الأمريكية. كان أحد مؤسسي فرع صوت اليهود من أجل السلام في المدرسة وكان مسلمًا ملتزمًا طوال فترة دراسته الجامعية.
حصل على درجة دكتوراه في طب الأسنان (DMD) من كلية هنري م. جولدمان لطب الأسنان في جامعة بوسطن في عام 2017. كان سميرة عضوًا في منظمة طلاب من أجل العدالة في فلسطين في بوسطن.

## حياة مهنية

### مجلس النواب

#### انتخابات 2019
بعد انتخاب المندوبة جينيفر بويزكو لمجلس شيوخ ولاية فرجينيا ترشح سميرة لشغل مقعده الشاغر في مجلس نواب فرجينيا وفاز في انتخابات خاصة في فبراير 2019. في يوليو 2019 قاطع خطابًا لدونالد ترامب . ترشح لإعادة انتخابه دون معارضة في نوفمبر من ذلك العام. في جلسة عام 2020 أيد سميرة مشروع قانون يسمح بتوسيع نطاق التصويت الغيابي والاعتراف بيوم الانتخابات كعطلة رسمية.

#### ادعاء الإسلاموفوبيا
في قاعة المدينة بعد انتخابه سأله أحد الناخبين عما إذا كان يخطط لتطبيق الشريعة الإسلامية مما دفع سميرة إلى الادعاء بأن إيمانه قد تعرض للهجوم. احتج أكثر من عشرين متظاهرًا بعضهم يحملون لافتات مناهضة للإجهاض ومؤيدة لإسرائيل خارج مبنى البلدية.

#### هزيمة 2021
واجه منافسًا في الانتخابات التمهيدية الديمقراطية في عام 2021 وهُزم على يد المنظمة غير الربحية إيرين شين التي فازت في الانتخابات العامة. وبعد هزيمته في أكتوبر/تشرين الأول 2021 نشر على وسائل التواصل الاجتماعي اتهامات للموساد بخلق حروب الوقود الأحفوري.

### حملة مجلس الشيوخ غير الناجحة لعام 2023
في عام 2023 ترشح سميرة لمجلس شيوخ ولاية فرجينيا في الانتخابات التمهيدية الديمقراطية لمنطقة مجلس شيوخ ولاية فرجينيا رقم 32. لقد هُزم بشكل ساحق في الانتخابات التمهيدية الديمقراطية على يد النائب سوهاس سوبرامانيام الذي فاز في الانتخابات العامة.

### حملة مجلس الشيوخ غير الناجحة لعام 2024
في عام 2024 بعد انتخاب سوهاس سوبرامانيام لمجلس النواب الأمريكي ترشحت سميرة لتحل محل مقعده في الانتخابات التمهيدية التي عقدت في 16 نوفمبر 2024 وخسرت أمام النائب كانان سرينيفاسان .

### محاولة فاشلة للعودة إلى مجلس النواب عام 2024
بعد خسارته حملته الانتخابية لمجلس الشيوخ بالولاية حاول سميرة العودة مرة أخرى للترشح لمنطقة مجلس النواب رقم 26 في نفس العام. وقد قاموا بالتشكيك في إقامته في المنطقة أثناء الحملة. فاز جيه جيه سينغ في الانتخابات وجاء سميرة في المركز الثالث.

## الجدل حول معاداة السامية
في عام 2014 نشر سميرة سلسلة من المنشورات المناهضة لإسرائيل على حسابه على الفيسبوك. أعادت إحدى المنشورات مشاركة رسالة تنص على أن تمويل إسرائيل يشبه دعم جماعة كو كلوكس كلان. في منشور آخر كتب سميرة ردًا على وفاة رئيس الوزراء الإسرائيلي السابق أرييل شارون أن "الجحيم متحمس لوجودك". أصدر سميرة اعتذارًا عن هذه المنشورات في عام 2019 بعد أن نشر موقع ويب يميني والذي نشر أيضًا أخبارًا أدت إلى الأزمة السياسية في فرجينيا عام 2019 المنشورات. بعد هزيمته في الانتخابات التمهيدية عام 2021 نشر على وسائل التواصل الاجتماعي اتهامات للموساد بخلق حروب الوقود الأحفوري .

## التاريخ الانتخابي

### الانتخابات الخاصة في فبراير 2019
بعد انتخاب جينيفر بويزكو لعضوية مجلس الشيوخ في ولاية فرجينيا خاض سميرة الانتخابات الخاصة لإكمال ما تبقى من فترة ولايته في فبراير 2019.
| تاريخ                         | انتخاب                           | مُرَشَّح                                       | حزب                           | الأصوات                       | %                             |
| مجلس نواب فرجينيا، الدائرة 86 | مجلس نواب فرجينيا، الدائرة 86    | مجلس نواب فرجينيا، الدائرة 86              | مجلس نواب فرجينيا، الدائرة 86 | مجلس نواب فرجينيا، الدائرة 86 | مجلس نواب فرجينيا، الدائرة 86 |
| ----------------------------- | -------------------------------- | ------------------------------------------ | ----------------------------- | ----------------------------- | ----------------------------- |
| 12 يناير 2019                 | الانتخابات التمهيدية الديمقراطية | إبراهيم س. سميرة                           | إبراهيم س. سميرة              | 733                           | 35.8                          |
| 12 يناير 2019                 | الانتخابات التمهيدية الديمقراطية | كوفي عنان                                  | كوفي عنان                     | 615                           | 30.0                          |
| 12 يناير 2019                 | الانتخابات التمهيدية الديمقراطية | مايك أوريلي                                | مايك أوريلي                   | 503                           | 24.6                          |
| 12 يناير 2019                 | الانتخابات التمهيدية الديمقراطية | تشاد تومسون                                | تشاد تومسون                   | 196                           | 9.6                           |
| 19 فبراير 2019                | خاص                              | إبراهيم س. سميرة                           | ديمقراطي                      | 3,740                         | 59.5                          |
| 19 فبراير 2019                | خاص                              | جريج ج. نيلسون                             | جمهوري                        | 2,162                         | 34.4                          |
| 19 فبراير 2019                | خاص                              | كوني هـ. هاتشينسون                         | مستقل                         | 370                           | 5.9                           |
| 19 فبراير 2019                | خاص                              | كتابة الإضافات                             | كتابة الإضافات                | 13                            | 0.2                           |
| 19 فبراير 2019                | خاص                              | استقالت جينيفر بويزكو وظل المقعد ديمقراطيًا |                               |                               |                               |

### الانتخابات العامة 2019
بعد فوزه في الانتخابات الخاصة عام 2019 لم يكن هناك أي منافس لسميرة لإعادة انتخابه في الانتخابات العامة في نوفمبرأي تشرين الثاني.
| تاريخ                         | انتخاب                        | مُرَشَّح                          | حزب                           | الأصوات                       | %                             |
| مجلس نواب فرجينيا، الدائرة 86 | مجلس نواب فرجينيا، الدائرة 86 | مجلس نواب فرجينيا، الدائرة 86 | مجلس نواب فرجينيا، الدائرة 86 | مجلس نواب فرجينيا، الدائرة 86 | مجلس نواب فرجينيا، الدائرة 86 |
| ----------------------------- | ----------------------------- | ----------------------------- | ----------------------------- | ----------------------------- | ----------------------------- |
| 5 نوفمبر 2019                 | عام                           | إبراهيم س. سميرة              | ديمقراطي                      | 14,730                        | 88.9                          |
| 5 نوفمبر 2019                 | عام                           | كتابة الإضافات                | كتابة الإضافات                | 1,836                         | 11.1                          |

### الانتخابات التمهيدية العامة لعام 2021
تقدمت سميرة بطلب إعادة انتخابه في عام 2021. ومع ذلك فقد هُزم في الانتخابات التمهيدية الديمقراطية على يد إيرين شين.
| تاريخ                         | انتخاب                           | مُرَشَّح                          | الأصوات                       | %                             |
| مجلس نواب فرجينيا، الدائرة 86 | مجلس نواب فرجينيا، الدائرة 86    | مجلس نواب فرجينيا، الدائرة 86 | مجلس نواب فرجينيا، الدائرة 86 | مجلس نواب فرجينيا، الدائرة 86 |
| ----------------------------- | -------------------------------- | ----------------------------- | ----------------------------- | ----------------------------- |
| 8 يونيو 2021                  | الانتخابات التمهيدية الديمقراطية | ايرين شين                     | 3,415                         | 51.7                          |
| 8 يونيو 2021                  | الانتخابات التمهيدية الديمقراطية | إبراهيم س. سميرة              | 3,185                         | 48.3                          |

### الانتخابات العامة 2023
ترشح سميرة دون جدوى لمجلس الشيوخ في عام 2023 وهُزمت في الانتخابات التمهيدية على يد سوهاس سوبرامانيام .
| تاريخ                               | انتخاب                              | مُرَشَّح                                | الأصوات                             | %                                   |
| مجلس شيوخ ولاية فرجينيا، الدائرة 32 | مجلس شيوخ ولاية فرجينيا، الدائرة 32 | مجلس شيوخ ولاية فرجينيا، الدائرة 32 | مجلس شيوخ ولاية فرجينيا، الدائرة 32 | مجلس شيوخ ولاية فرجينيا، الدائرة 32 |
| ----------------------------------- | ----------------------------------- | ----------------------------------- | ----------------------------------- | ----------------------------------- |
| 20 يونيو 2023                       | الانتخابات التمهيدية الديمقراطية    | سوهاس سوبرامانيام                   | 11,178                              | 73.7                                |
| 20 يونيو 2023                       | الانتخابات التمهيدية الديمقراطية    | إبراهيم س. سميرة                    | 4000                                | 26.4                                |

### الانتخابات الخاصة لعام 2024
بعد انتخاب سوهاس سوبرامانيام لمجلس النواب الأمريكي قاموا بإجراء انتخابات خاصة لشغل مقعده الشاغر.
| تاريخ                         | انتخاب                           | مُرَشَّح                          | الأصوات                       | %                             |
| مجلس نواب فرجينيا، الدائرة 32 | مجلس نواب فرجينيا، الدائرة 32    | مجلس نواب فرجينيا، الدائرة 32 | مجلس نواب فرجينيا، الدائرة 32 | مجلس نواب فرجينيا، الدائرة 32 |
| ----------------------------- | -------------------------------- | ----------------------------- | ----------------------------- | ----------------------------- |
| 13 نوفمبر 2024                | الانتخابات التمهيدية الديمقراطية | كانان سرينيفاسان              | 2,698                         | 44.5%                         |
| 13 نوفمبر 2024                | الانتخابات التمهيدية الديمقراطية | إبراهيم سميرة                 | 1,288                         | 21.2%                         |
| 13 نوفمبر 2024                | الانتخابات التمهيدية الديمقراطية | بوتا بيبراج                   | 823                           | 13.6%                         |
| 13 نوفمبر 2024                | الانتخابات التمهيدية الديمقراطية | سريدهار ناغيريدي              | 574                           | 9.5%                          |
| 13 نوفمبر 2024                | الانتخابات التمهيدية الديمقراطية | هورونيسا فاريا                | 428                           | 7.1%                          |
| 13 نوفمبر 2024                | الانتخابات التمهيدية الديمقراطية | بوجا خانا                     | 254                           | 4.2%                          |

## الحياة الشخصية
تعيش سميرة في ستيرلنج، فيرجينيا.

## روابط خارجية
- Official website